# Copsychus albospecularis
Shama-malgaxe ou pisco-de-madagáscar (Copsychus albospecularis) é uma espécie de ave da família Muscicapidae.
É endémica de Madagáscar.
Os seus habitats naturais são: florestas secas tropicais ou subtropicais e florestas subtropicais ou tropicais húmidas de baixa altitude.